# 徐其虚
徐其虚（1906年—1929年8月17日），又名徐其书，原名徐其昌，湖北省麻城县乘马岗人，中国共产党早期人物。

## 生平
1924年，就读于武汉中学，受董必武、恽代英的影响。1926年，加入中国共产党。7月，国民革命军开始北伐，徐其虚与同乡同学、共产党员徐子清回到家乡，在麻城县北部泗店、田铺一带开展农民运动，迎接北伐军，成立了中共乘马岗支部。
1926年10月，北伐军占领武汉后，徐其虚参加了贺龙部队，参加了南昌起义。起义部队撤出南昌后，徐其虚受共产党的指派，返回麻城与留在麻城做农运工作的徐子清等，领导农民开展武装斗争。他们在乘马岗、顺和集一带组织农民自卫军和农民义勇队，在邱家畈等地组成麻城县防务委员会。9月下旬，中共湖北省委得知乘马岗地区有一支共产党领导的农民武装，即派专人到邱家畈传达中共中央八七会议精神和省委有关暴动的指示。徐其虚与徐子清等人根据中央和湖北省委指示，领导邱家畈、乘马岗、林家山、三店、五店等地农民，成功地举行了九月暴动。
1927年11月3日，中共鄂东黄麻特委在七里坪召开黄安、麻城两县党团活动分子大会，决定举行黄麻起义。会后，徐其虚与徐子清赶回麻城，抓紧训练农民自卫军。11月10日，徐其虚按照起义部署，参与指挥麻城、黄安农民自卫军攻占七里坪。13日，又参与指挥麻城、黄安农民自卫军攻占黄安县城，取得了黄麻起义的胜利。14日，宣布成立了黄安县农民政府和中国工农革命军鄂东军。12月5日，国军反扑黄安。鄂东军受挫，徐其虚随鄂东军转移至木兰山，在罗田、黄冈等地开展游击战争。1928年春，鄂东军改为中国工农红军第七军，组成4个短枪队，分散游击。徐其虚与戴克敏领导1个队，向黄麻地区游击。不久，红军第七军改编为中国工农红军第十一军第三十一师，徐其虚任第三大队（对外称第九十三团）大队长，后又改任第二大队党代表。1928年底，中共鄂东特委向中共中央建议，在鄂豫皖边区建立大别山根据地，同时派遣徐其虚与徐子清等5人到大别山腹地商城县南部开展工作。
1929年3月13日，中共豫东南和鄂东特委，在柴山堡举行联合会议，决定发动商南起义，开辟和创建豫东南革命根据地。由于国民党清乡活动，鄂东特委遂将商城南部、罗田北部和麻城北部划为商罗麻特区，成立中共商罗麻特委，领导商南起义，徐子清为书记，徐其虚为委员。中共商罗麻特委在太平山穿石庙召开紧急会议，决定5月6日发动起义。会议决定由徐子清、徐其虚、周维炯负责军事行动。在徐其虚参与指挥下，5月6日晚，商南地区各点，按照规定时间举行了起义。徐其虚在太平山集中30余名农民武装，直奔白沙河，包围了民团驻地福禄庵。早已安排正在站岗的秘密中共党员冉绍宏见起义队伍一到，按照徐其虚事前的部署，用煤油将福禄庵点燃。团丁从梦中惊醒，乱作一团，起义队伍勇猛冲杀，一举将其歼灭。7日，徐其虚就地召开群众大会，成立白沙河农民委员会和赤卫队，收缴地主武器，开仓放粮。
5月9日，商南起义获得全胜，各路队伍会师斑竹园，成立红军第十一军三十二师，周维炯为师长，徐其虚为党代表。次日，徐其虚与周维炯率红军第三十二师进至李家集、胭脂坳、余富山等地，开展游击战争，建立革命政权和赤卫队，进行土地革命。5月15日，商城县民团大队长王继亚率200余人，进犯商南。徐其虚与周维炯商定，先发制人，采取各个击破的战法，连夜包围驻余富山的一股民团，突然向其发起进攻。此役共歼民团30余人，缴枪48支。王继亚狼狈逃回商城，丢官自戕。红军第三十二师初战告捷。
余富山之战后，红军第三十二师进行了休整后，向固始、六安、霍山等地进行游击，协助当地共产党组织发动农民暴动，建立赤卫队，为六霍暴动揭开序幕。而后挥师南进，向罗田一带发展。在徐其虚参与领导下，建立了以斑竹园为中心的纵横六七十里的豫东南革命根据地。1929年6月1日，中共豫东北特委和信阳中心县委联席会议决定，撤销商罗麻特委，将商南党组织和红军第三十二师交归商城县委领导。徐其虚与徐子清不同意这一决定，请求鄂东北特委转报中央，要求建立鄂豫皖边区特委。商城县委内部肃反，将商南起义总指挥徐子清杀害，并逮捕了徐其虚。8月17日，徐其虚被杀害。